# Майський (Адигея)
Майський (рос. Майский; адиг. ЖъоныгъуакІ) — селище Кошехабльського району Адигеї Росії. Входить до складу Майського сільського поселення.
Населення —  2398 осіб (2015 рік). 